# Aéroport de Kropyvnytskyï
La base aérienne de Kropyvnytskyï  est une base située près de la ville de Kropyvnytskyï, dans l'oblast de Kirovohrad, en Ukraine.

## Histoire
En 2010, un nouveau bâtiment voyageur est construit par Air Urga et inauguré par Viktor Ianoukovytch, l'ancien et le nouveau bâtiment sont exploités par la compagnie mais le dernier vol vers Odessa a lieu en 2016[réf. nécessaire].

### Situation
| Berdiansk Oujhorod Brody Ouman Kanatove Konotop Djankoï Tchouhouïv Kryvyï Rih Donetsk Sébastopol DniproVesseloïeBaheroveHorodokChersonèseGvardeïskoïeKatchaIvano-Frankivsk Izmaïl JovtneveJytomyr Koulbakino Kharkiv · Charcovie Khmelnytskyï Kherson KrementchoukKiev/Kyïv · Jouliany Kiev/Kyïv · Boryspil Kryvyï Rih Kolomya Loutsk Louhansk LvivMarioupol Mykolaïv Myrhorod Nijyn Odessa Poltava Rivne Sambir Simferopol Starokostiantyniv Tchernivtsi Vinnytsia Zaporijjia |